# Масований ракетний обстріл України 17 листопада 2024
17 листопада 2024 року російські війська завдали чергового масованого ракетного удару по енергетичній інфраструктурі України вперше щонайменше за 3 місяці. Збройні сили України заявили про збиття 144 з 210 запущених повітряних цілей: 102 ракет та 42 БпЛА. В результаті нічних і ранкових обстрілів обстрілів загинуло семеро людей в Миколаєві, Нікополі, на Одещині та Львівщині і пошкоджено об'єкти критичної інфраструктури в Рівненській, Івано-Франківській, Львівській, Київській, Одеській, Дніпропетровській та Вінницькій областях.

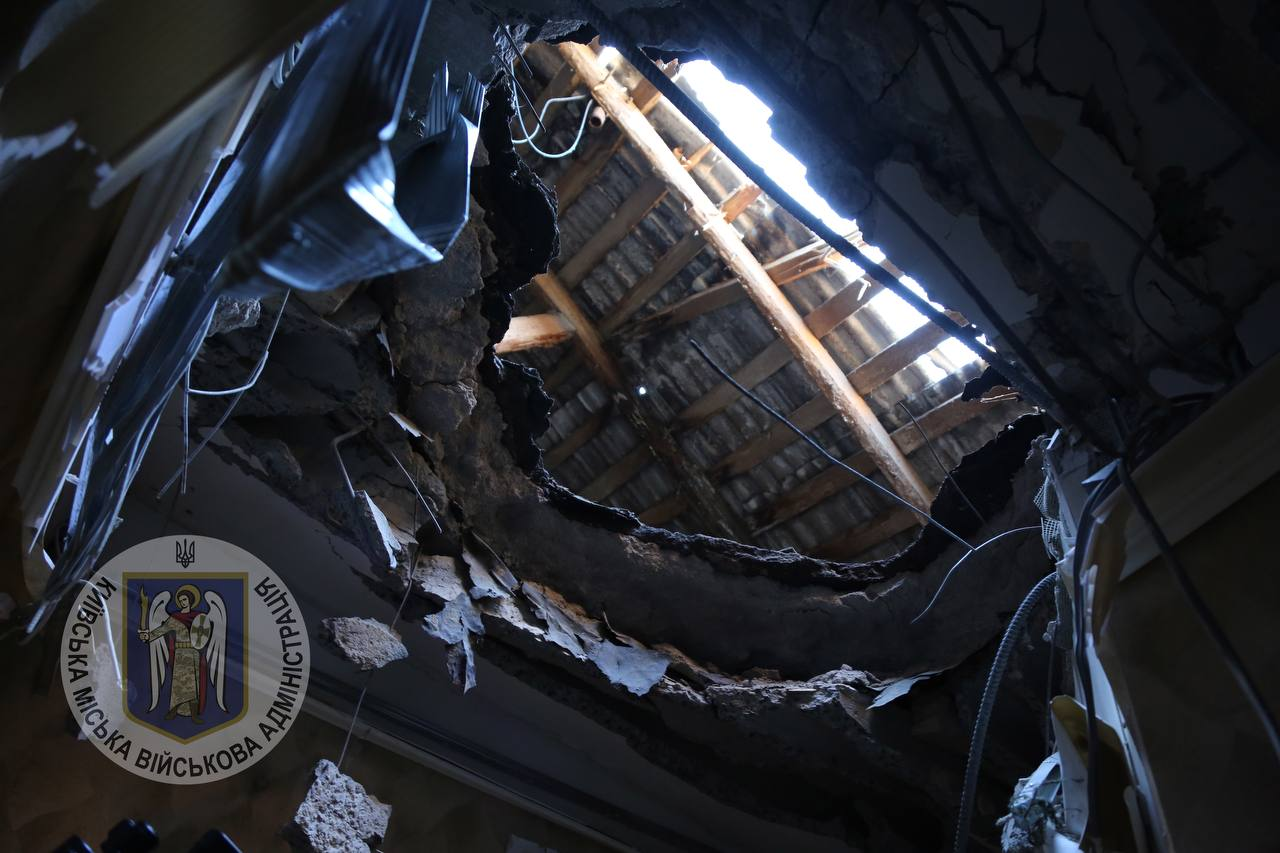
Дірка в стелі після падіння уламків балістичної ракети на житлову багатоповерхівку в Печерському районі Києва